# رودینول
رودینول (به انگلیسی: Rhodinol) یک ترکیب شیمیایی با شناسه پاب‌کم ۸۱۲۶۳ است.